# Rhodanthemum laouense
Rhodanthemum laouense là một loài thực vật có hoa trong họ Cúc. Loài này được Vogt miêu tả khoa học đầu tiên năm 1994.